# Carta de presentació
La carta de presentació, carta de sol·licitud o carta de motivació és una carta on s'hi expliquen les motivacions i inquietuds per un lloc de treball determinat, i on s'hi defineixen les principals aptituds del candidat. Es tracta d'un document independent del curriculum vitae que convé escriure quan es respon a una oferta de feina o s'envia una autocandidatura a una empresa per despertar l’interès dels seus representants. Pot determinar que es llegeixin el currículum amb més deteniment i decideixin de convocar la persona a una entrevista professional. La carta ha d’enriquir el currículum i ha de subratllar els punts forts de la candidatura i l'interès pel lloc o l’empresa a la qual l'individu s'adreça, manifestant com les experiències personals i professionals que s'hi destaquen poden ser beneficioses per l'empresa.
Fa la funció de presentació de la persona candidata, amb l'objectiu de resumir breument el currículum, captar l'atenció del seleccionador de l'empresa i transmetre la idea d'idoneïtat del candidat per cobrir el lloc ofertat, de manera que ha d'expressar de manera clara i motivada les intencions de la persona candidata i personalitzar-se segons l'empresa a la qual es destina.
La informació de la carta pot anar en un suport de paper o electrònic, i pot ser enviada en un arxiu adjunt o bé introduïda en el cos del correu electrònic, tot i que de vegades també s'incorpora en un paràgraf introductori al currículum.
Segons l'enquesta Employer Preferences for Resumes and Cover Letters de la Universitat de Michigan, el 56% de les empreses prefereixen rebre una carta de presentació juntament amb el currículum. L'enquesta Cover Letters and Resumes realitzada per la Society for Human Resource Management (SHRM) reflecteix que el 43% dels reclutadors de talent considera que la carta de presentació té la mateixa importància que el curriculum vitae, i que el 69% dels responsables de recursos humans valoren positivament el fet que la carta de presentació sigui personalitzada.

## Tipus
Hi ha diversos tipus de cartes de presentació:
- Carta de presentació en resposta a un anunci: el seu objectiu és presentar la candidatura en resposta a una oferta de feina que ha estat publicada en borses de treball, premsa, internet, etc. Adapta la informació als requisits del lloc de treball.
- Carta de presentació d'autocandidatura: es fa amb l'objectiu de tenir l'oportunitat d'obtenir a una entrevista de feina amb la persona responsable de recursos humans. La persona que l'envia s'avança a la necessitat de contractació de l'empresa oferint els seus serveis, i aconsegueix que la seva informació s'incorpori a la base de dades de l'empresa per a optar a processos de selecció que puguin tenir lloc en el futur.
- Carta de motivació: mostra de manera efectiva i convincent els motius pels quals la persona candidata està interessada a formar part de l'empresa a la qual es dirigeix. Alguns processos de selecció demanen específicament aquest model.
- Carta de xarxes socials: la seva funció és la d'obrir noves possibilitats de contractació mitjançant l’oferiment d’estar en contacte a través de les xarxes socials i també establir llaços de networking com a futurs col·laboradors.

Si les circumstàncies professionals són molt particulars, com ara per manca d'experiència prèvia, per voler canviar de feina, per fer un voluntariat o per a un Europass, les cartes de presentació poden adaptar-se.
Hi ha altres tipus de cartes relacionades amb la de presentació:
- Carta de seguiment de l'oferta: té com a doble finalitat dur un control de les candidatures que es realitzen i continuar mostrant interès per l'empresa o el lloc de treball al qual s'opta. És aconsellable enviar-la deprés d'uns dies de no haver rebut notícies per part de l'empresa.[6]
- Carta d'agraïment: s'envia per agrair a l’empresa la possibilitat d’haver participat en un procés de selecció, fins i tot si la persona no ha estat seleccionada, amb l'objectiu de mantenir el contacte amb l’empresa i que puguin comptar amb la persona candidata en futures ocasions. És una mostra de consideració al tracte i l'atenció rebudes que pretén deixar una sensació grata en les persones amb què s'havia contactat i amb l'empresa. Va dirigida a la persona amb qui s'ha estat en contacte, sovint en format de correu electrònic.[6][4]